# Скакун Дерби (фильм)
«Скакун Дерби» (англ. The Derby Stallion) — американская драма режиссёра Крэйга Клайда о пути к победе на конных соревнованиях и поиске себя. В главной роли — Зак Эфрон. 
Премьера состоялась 4 июля 2005 года в США.

## Сюжет
Пятнадцатилетний школьник Патрик Макардл (Зак Эфрон) вынужден играть в бейсбол вместе со своим строгим отцом (Мозес, Уильям Ремингтон). Патрик не знает, чего хочет от жизни, и как себя вести. Пропустив однажды игру, он знакомится с чернокожим и странным на первый взгляд человеком по имени Хьюстон Джонс (Билл Коббс), бывшим чемпионом в конном забеге с препятствиями. Хьюстон ослепляет Патрика рассказами о своей молодости, о том, как в том же возрасте был влюблён в богатую белую девушку по имении Джули, которую научил кататься верхом на лошади.
Игры в бейсбол отныне не так интересуют парня, и Патрик больше общается с новым знакомым. Хьюстон продолжает рассказывать ему о себе, смерти Джули, и о том, как она собиралась выйти за него замуж. Патрик просит научить его кататься. Родители потрясены желанием сына, считая опасным обучаться у незнакомого человека. Хьюстон соглашается «тряхнуть стариной» и покупает своему ученику лошадь по кличке Расти.
Патрик приглашает посмотреть на занятия своих друзей Чака (Роб Пинкстон) и Джилл (Кристал Хант), а также своих родителей. Там, во время общения с Хьюстоном, они начинают доверять ему. В это время появляется городской задира Рэнди (Майкл Нарделли), который становится соперником Патрика. Хьюстон умирает, Патрик опустошён. Он вылетает из соревнований и прекращает заботиться о Расти.
Джилл находит пакет на имя Патрика в личных вещах Хьюстона. Патрик читает оставленное письмо, находит старую форму Хьюстона и решает продолжить участвовать в гонке. Он успевает к соревнованию. Между ним и Джилл вспыхивают романтические чувства. Патрик побеждает в гонке, кладёт трофей на могиле Хьюстона наряду с его шляпой и любимой гармоникой.

## В ролях
- Зак Эфрон — Патрик Макардл
- Билл Коббс — Хьюстон Джонс
- Уильям Р. Мозес — Джим Макардл
- Тоня Уолкер — Линда Макардл
- Майкл Нарделли — Рэнди Адамс
- Кристал Хант — Джилл Овертон
- Роб Пинкстон — Чак Овертон
- Колтон Джеймс — Дональд

## Интересные факты
- Слоган фильма — «Парень. Лошадь. Чемпионы»
- Бюджет составил $ 750 000
- Съёмки проходили с 21 марта по 18 апреля 2005 года в штате Вирджиния, США
- В съёмках картины участвовало несколько лошадей. Это можно заметить, если внимательно наблюдать за внешними данными, такими как чёлка, грива и носок при ходьбе
- Создатели допустили несколько ошибок. Так, в сцене, когда автомобиль не заводился, отец Патрика понимает, что провода свечей зажигания были вытащены. Однако, когда транспортное средство стартует, оно подразумевает собой дизельный двигатель хода, не имеющий свечей зажигания. В сцене, когда Хьюстон должен быть мёртв, заметно его дыхание, а большой палец руки слегка смещается[1]
- Для просмотра картины рекомендуется присутствие родителей[2]

## Критика и отзывы
Фильм получил в основном положительные отзывы. На сайте «Rotten Tomatoes» почти 73 % положительных оценок.